# Opština Berovo
Berovo (makedonsky Берово) je opština na východě Severní Makedonie. Berovo je také název města, které je centrem opštiny. Celá opština leží ve Východním regionu.

## Geografie
Opština sousedí:
- na severu s opštinami Pehčevo, Delčevo a Vinica
- na západě s opštinami Radoviš a Vasilevo
- na jihu s opštinami Bosilovo a Novo Selo
- na východě se státem Bulharsko

## Demografie
Podle sčítání lidu v roce 2021 žije v opštině 10 890 obyvatel. Etnickými skupinami jsou:
- Makedonci – 9 925 (91,14 %)
- Romové – 339 (3,11 %)
- ostatní a neuvedené - 626 (5,75 %)